# 庫亞維布熱希奇和平條約
《庫亞維布熱希奇和平條約》為波蘭與條頓騎士團於1435年12月31日在庫亞維地區布熱希奇簽署的和平條約。

## 历史背景
立陶宛的維陶塔斯大帝過世後，希維德立蓋沃統治了立陶宛的部分地區，並與條頓騎士團結盟，共同對抗波蘭王國，試圖讓立陶宛脫離波蘭王國的王冠領地。然而，在維可米耶什一役維可米耶什一役中，波蘭軍隊與齊格蒙特・可依斯圖托維茨所帶領的立陶宛軍，大敗希維德立蓋沃的立陶宛軍隊與十字軍，希維德立蓋沃與十字軍只得放棄原先的打算。

## 条约内容和影响
戰後，雙方於庫亞維地區的布熱希奇簽署永久和平條約，不僅結束了波蘭與條頓騎士團間的戰爭，也終結了雙方陣營間的衝突。根據協議，若騎士團不遵守停火協議，普魯士議會（Prussian estates）可拒絕服從其命令，以作為維繫和平的保障。這份條約同時要求騎士團須承諾中斷與希維德立蓋沃間的聯盟，歸還迪布夫城堡，並為違反《梅烏諾條約》支付9500元匈牙利茲羅提。齊格蒙特後來成為立陶宛大公。